# Barrage de Pontillón de Castro
Le barrage de Pontillón de Castro est un barrage situé dans la paroisse civile de Verducido dans la commune de Pontevedra (Espagne), qui alimente la ville de Pontevedra en eau potable.
Le barrage reçoit l'eau de la rivière Rons (aussi appelée Loural) et d'autres cours d'eau de la région. Avant d’être distribuée aux usagers, l’eau brute issue des captages est rendue potable dans la station de production d’eau potable située sur la route de Couso-Lérez. L'eau du barrage descend par gravité.

## Historique
Le barrage à gravité et construit en maçonnerie, a été fait entre 1943 et 1956. Il a une hauteur maximale de 23 m au-dessus de ses fondations, avec une longueur de couronne de 159 m. Le déversoir libre est en béton armé et a une capacité d'évacuation de 50 m3/s. Le barrage a une surface de 10,8 hectares.
Comme le débit du fleuve Lérez était parfois faible, il fut décidé en 1939 d'étendre l'approvisionnement en eau potable de la ville de Pontevedra, et l'ingénieur Rafael Picó élabora le nouveau projet. Il a été attribué en mars 1943, au prix de 998 014 pesetas, plus 176 765 des expropriations.
En 1947, le barrage contenait déjà un demi-million de litres d'eau, et il fut décidé de l'agrandir jusqu'à une hauteur de 23 mètres. Une amélioration a également été apportée à la canalisation de l'eau vers le réservoir de Lérez, réalisée par Antonio Maldonado au prix de revient de 800 000 pesetas. Après la détection de fuites en 1949, le barrage a été imperméabilisé et les travaux ont été achevés en 1956. Dans les années 1990, de nouveaux travaux d'étanchéité ont été réalisés sur les murs intérieurs.

## Sport et loisirs

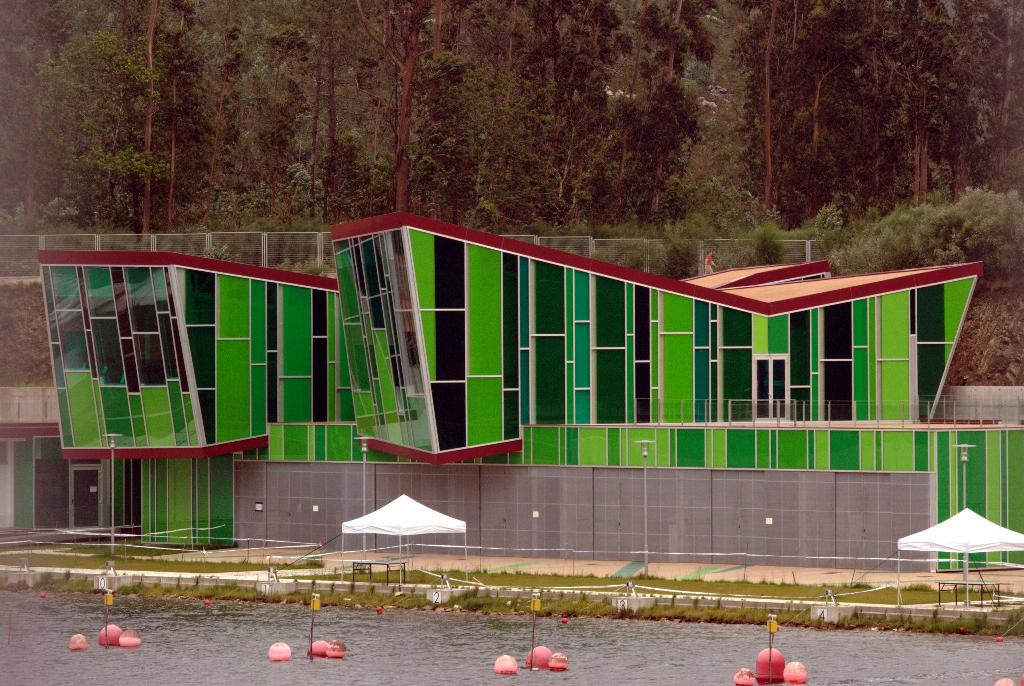

En 2007, le centre sportif Pontillón do Castro, conçu par José Ramón Garitaonaindía de Vera, a été inauguré. En 2007, il a accueilli le championnat européen de canoë-kayak d'eaux calmes.
En 2010, le parc forestier de Pontillón a été ouvert, avec des terres reboisées après la vague d'incendies de forêt de 2006 en Galice. L'espace dispose de trois sentiers de randonnée (celui du barrage, celui de Castro et celui d'Outeiro) et d'un mur d'escalade.
Le centre sportif a accueilli les championnats du monde de canoë-kayak en 2012.

## Galerie
|           |
| Réservoir |

|                |
| Centre sportif |

|                         |
| Centre sportif (détail) |

|             |
| Canoë-kayak |

|                |
| Centre sportif |

|         |
| Barrage |